# William Hiltner
William Hiltner (1914–1991) est un astronome américain connu pour sa découverte de la polarisation interstellaire, le premier cas observé de polarisation en astronomie. Il a été directeur de l'observatoire Yerkes pendant plusieurs années où il a développé des instruments de mesure photométrique et de polarisation .